# László Kocsis (Tänzer)
László Kocsis (geboren im 20. Jahrhundert) ist ein Solotänzer, Choreograf und Regisseur. Er lebt in Darmstadt.

## Leben
Kocsis hat bisher in mehr als 2000 Aufführungen als Solotänzer mit bekannten Regisseuren und Choreografen gearbeitet. In namhaften Theatern Europas und Asiens (Esplanade-Theater in Singapur, National Theater in Taipeh) 
László Kocsis hat mehr als 50 Choreografien fertiggestellt und führte Regie unter anderem in Opern, einer Megaproduktion in Las Vegas, zeitgenössischen modernen Tanzaufführungen, Fernsehproduktionen, Tanztheater, Butoh- und Theaterchoreografien. Mehrere wurden mit internationalen Preisen gewürdigt. Zuletzt gewann Milou Nuyens mit seiner Choreografie „Layer“ den 2. Platz auf dem Stuttgarter Internationalen Solo-Tanz-Theater-Festival.
László Kocsis ist ein international anerkannter Theaterlehrer. Zu den Teilnehmern seiner Workshops zählen Schauspieler, Opernsänger und Tänzer. Im August 2011 gab er einen Workshop in New York für Lehrer, Regisseure und Schüler des Lee Strasberg Theatre and Film Institute. Er unterrichtet in Workshops für Amateure Gruppen und Einzelpersonen. In Darmstadt hat er das Darmstadt-Talent-Programm ins Leben gerufen, in dem er junge Tänzer in seine Aufführungen integriert. Die erste Aufführung des Darmstadt-Talent-Programms ist das von ihm geschriebene Theaterstück Match, in dem er auch Regie führte. Die Premiere der englischen Version von Match fand im Januar 2012 am Broadway in New York auf dem Times Square International Theater Festival statt.